# میکل سیزار
میکل سیزار (انگلیسی: Mikel Saizar؛ زادهٔ ۱۸ ژانویهٔ ۱۹۸۳) بازیکن فوتبال اهل اسپانیا است.
از باشگاه‌هایی که در آن بازی کرده‌است می‌توان به باشگاه فوتبال کوردوبا و باشگاه فوتبال نومانسیا اشاره کرد.